# 関数の零点
本項は函数が 0 となる点（x切片）についてのものであり、0 における函数の値（y切片）と混同してはならない。
関数 f の 零点（れいてん、英: zero, 根（こん、root）と呼ばれることもある）とは、f の定義域の元 x であって、
{\displaystyle f(x)=0}
を満たすようなもののことである。別の言い方をすれば、関数 f の零点 (zero) とは、x を f で写した結果が 0 (zero) となるような値 x のことである。{\displaystyle f(x)} が x で消えている (vanish) と表現することもできる。実関数、複素関数、あるいは一般に、環に値を持つ関数やベクトル値関数に対して用いられる。
多項式の根 (root) とは、それを多項式関数として考えたときの零点のことである。代数学の基本定理によると、0 でない任意の多項式は根を高々その次数個だけもち、根の個数と次数は、複素数の根（あるいはより一般に代数的に閉じている拡大における根）を重複度を込めて考えると等しい。例えば、多項式
{\displaystyle f(x)=x^{2}-5x+6}
で定義される2次多項式 f は、
{\displaystyle f(2)=2^{2}-5\cdot 2+6=0}
{\displaystyle f(3)=3^{2}-5\cdot 3+6=0}
となるから、2と3を根にもつ。
関数が実数を実数に写すならば、その零点はグラフが x 軸と交わる点の x 座標である。この意味でそのような点 (x, 0) を x 切片 (x-intercept) とも呼ぶ。
複素数の概念は（判別式が負の値となる）二次方程式や三次方程式の根（負の数の平方根等が含まれる）を扱うために発展したものである。
最も重要な未解決問題の1つであるリーマン予想は、リーマンゼータ関数の複素根の位置に関するものである。

## 多項式の根
奇数次のすべての実多項式は（重複度を考慮に入れて）奇数個の実根をもつ。同様に、偶数次の実係数多項式は偶数個の実根をもたなければならない。したがって、奇数次の実多項式は少なくとも1つの実根をもたなければならない（なぜなら1が最小の正の奇数だから）が、一方偶数次の多項式は実根をもたなくてもよい。この原理は中間値の定理を参照することによって証明できる。多項式関数は連続であるから、関数は負から正にあるいは正から負に変わる過程で0を横切らなければならない。

### 代数学の基本定理
代数学の基本定理は次のことを述べている。すべての n 次多項式は重複をこめて n 個の複素数根をもつ。実係数多項式の虚根は共役のペアで現れる。Vieta の公式は多項式の係数をその根の和と積に関係づける。

## 根の計算
ある種の関数、特に多項式関数の根を計算するには、しばしばそれ専用のあるいは近似の手法（例えばニュートン法）を使うことが要求される。

## 零点集合
トポロジーや数学の他の分野において、実数値関数 f : X → R （あるいはより一般に加法群に値をとる関数）の零点集合 (zero set) は X の部分集合 {\displaystyle f^{-1}(0)} （{0} の逆像）である。
零点集合は数学の多くの分野で重要である。特に重要な1つの分野は代数幾何学であり、代数多様体の最初の定義は零点集合によってなされる。例えば、k[x1, ..., xn] の多項式からなる各集合 S に対して、zero-locus Z(S) を S の関数が同時に消えるような An の点全体の集合と定義する。つまり
{\displaystyle Z(S)=\{x\in \mathbb {A} ^{n}\mid f(x)=0{\text{ for all }}f\in S\}.}
このとき An の部分集合 V はある S に対して V = Z(S) であるときにアフィン代数的集合 (affine algebraic set) と呼ばれる。これらのアフィン代数的集合は代数幾何学の基本的な構成要素である。